# Міяцьке
Мія́цьке (рос. Мияцкое) — село у складі Асекеєвського району Оренбурзької області, Росія.

## Населення
Населення — 60 осіб (2010; 83 у 2002).
Національний склад (станом на 2002 рік):
- росіяни — 90 %